# Cinnamomum mercadoi
Cinnamomum mercadoi är en lagerväxtart som beskrevs av António José Rodrigo Vidal. Cinnamomum mercadoi ingår i släktet Cinnamomum och familjen lagerväxter. Inga underarter finns listade i Catalogue of Life.